# Halawa
Halawa és una concentració de població designada pel cens dels Estats Units a l'estat de Hawaii. Segons el cens del 2000 tenia 13.891 habitants.

## Demografia
Segons el cens del 2000, Halawa tenia 13.891 habitants, 4.142 habitatges, i 3.277 famílies La densitat de població era de 2306,77 habitants per km².
Dels 4.142 habitatges en un 30,3% hi vivien nens de menys de 18 anys, en un 60,1% hi vivien parelles casades, en un 13,9% dones solteres, i en un 20,9% no eren unitats familiars. En el 15,5% dels habitatges hi vivien persones soles el 5,2% de les quals corresponia a persones de 65 anys o més que vivien soles. El nombre mitjà de persones vivint en cada habitatge era de 3,28 i el nombre mitjà de persones que vivien en cada família era de 3,64.
Per edats la població es repartia de la següent manera: un 23,4% tenia menys de 18 anys, un 9,9% entre 18 i 24, un 28,3% entre 25 i 44, un 22,6% de 45 a 64 i un 15,8% 65 anys o més.
L'edat mediana era de 37,4 anys. Per cada 100 dones hi havia 98,84 homes. Per cada 100 dones de 18 o més anys hi havia 98,32 homes.
La renda mediana per habitatge era de 63.176 $ i la renda mediana per família de 68.519 $. Els homes tenien una renda mediana de 35.764 $ mentre que les dones 28.527 $. La renda per capita de la població era de 21.868 $. Aproximadament el 7,5% de les famílies i el 10,1% de la població estaven per davall del llindar de pobresa.

## Poblacions més properes
El següent diagrama mostra les poblacions més properes.